# Cirrhochrista semibrunnea
Cirrhochrista semibrunnea là một loài bướm đêm trong họ Crambidae.